# Liste der Kardinalskreierungen Pauls IV.
Im Verlauf seines Pontifikates kreierte Papst Paul IV. (1555–1559) 19 Kardinäle, darunter zwei seiner Neffen.

## 7. Juni 1555
- Carlo Carafa

## 20. Dezember 1555
- Juan Martínez Silíceo
- Gianbernardino Scotti Theat.
- Diomede Carafa
- Scipione Rebiba
- Jean Suau
- Johannes Gropper
- Gianantonio Capizucchi

## 15. März 1557
- Taddeo Gaddi
- Antonio Trivulzio
- Lorenzo Strozzi
- Virgilio Rosario
- Jean Bertrand
- Antonio-Michele Ghislieri OP
- Clemente d’Olera OFM
- Alfonso Carafa
- Vitellozzo Vitelli
- Giovanni Battista Consiglieri

## 14. Juni 1557
- William Peto O.F.M.Obs.